# Brachygobius kabiliensis
Brachygobius kabiliensis es una especie de peces de la familia de los Gobiidae en el orden de los Perciformes.

## Morfología
Los machos pueden llegar a alcanzar los 1,8 cm de longitud total.

## Alimentación
Come zooplancton.

## Hábitat
Es un pez de clima tropical  demersal.

## Distribución geográfica
Se encuentra al noreste de Borneo

## Observaciones
Es inofensivo para los humanos.